# Baggiolara II
La Baggiolara II è una pista sciistica del Comprensorio del Cimone, situata in località Le Polle, nel comune di Riolunato, in Italia.

## Caratteristiche
È stata ideata e realizzata sulle orme della famosa Baggiolara, pista storica del comprensorio: la Baggiolara II, infatti, sfrutta il muro sovrastante quest'ultima, per poi proseguirle parallelamente una volta incrociata a metà quota. L'arrivo è presso la località de Le Polle, nel comune di Riolunato.

## Il percorso
La Baggiolara II è raggiungibile da Pian Cavallaro tramite un raccordo che, data la sua parte finale in lieve falsopiano, è stato dotato di un tappetino mobile per agevolarne la percorrenza. Da qui, in prossimità di un baracchino che ha ospitato in passato qualche gara di sci, ha inizio la pista vera e propria.

### Il primo tratto
Il primo tratto della pista è valutato di difficoltà media (pista rossa). Consiste in un muro poco più lungo di 700 metri per 400 metri di dislivello, che asseconda la morfologia della montagna curvando lievemente prima a sinistra, quindi a destra, poi ancora a sinistra, all'altezza delle prime forme arboree di vegetazione. La pendenza, che si aggira attorno al 23 %, diminuisce notevolmente nell'ultimo tratto, tanto che al momento dell'incrocio con la pista Baggiolara la pista corre su un lieve falsopiano.

### Il secondo tratto
Il secondo tratto, che comincia subito dopo, riacquista la pendenza lentamente, ma con costanza. È considerato difficile (pista nera), perciò gli sciatori meno esperti possono approfittare prima dell'incrocio con la Baggiolara, poi in un raccordo poco prima del tratto più difficile, per collegarsi alla pista rossa. La parte più attrattiva della pista è il muro finale, che corrisponde agli ultimi 200 metri prima della fine. Curvando leggermente a destra, il muro può rasentare il 50 % di pendenza, per poi confluire nel breve e facile raccordo che lo collega Le Polle.